# Monolepta vincta
Monolepta vincta là một loài bọ cánh cứng trong họ Chrysomelidae. Loài này được Gerstaecker miêu tả khoa học năm 1871.

## Hình ảnh

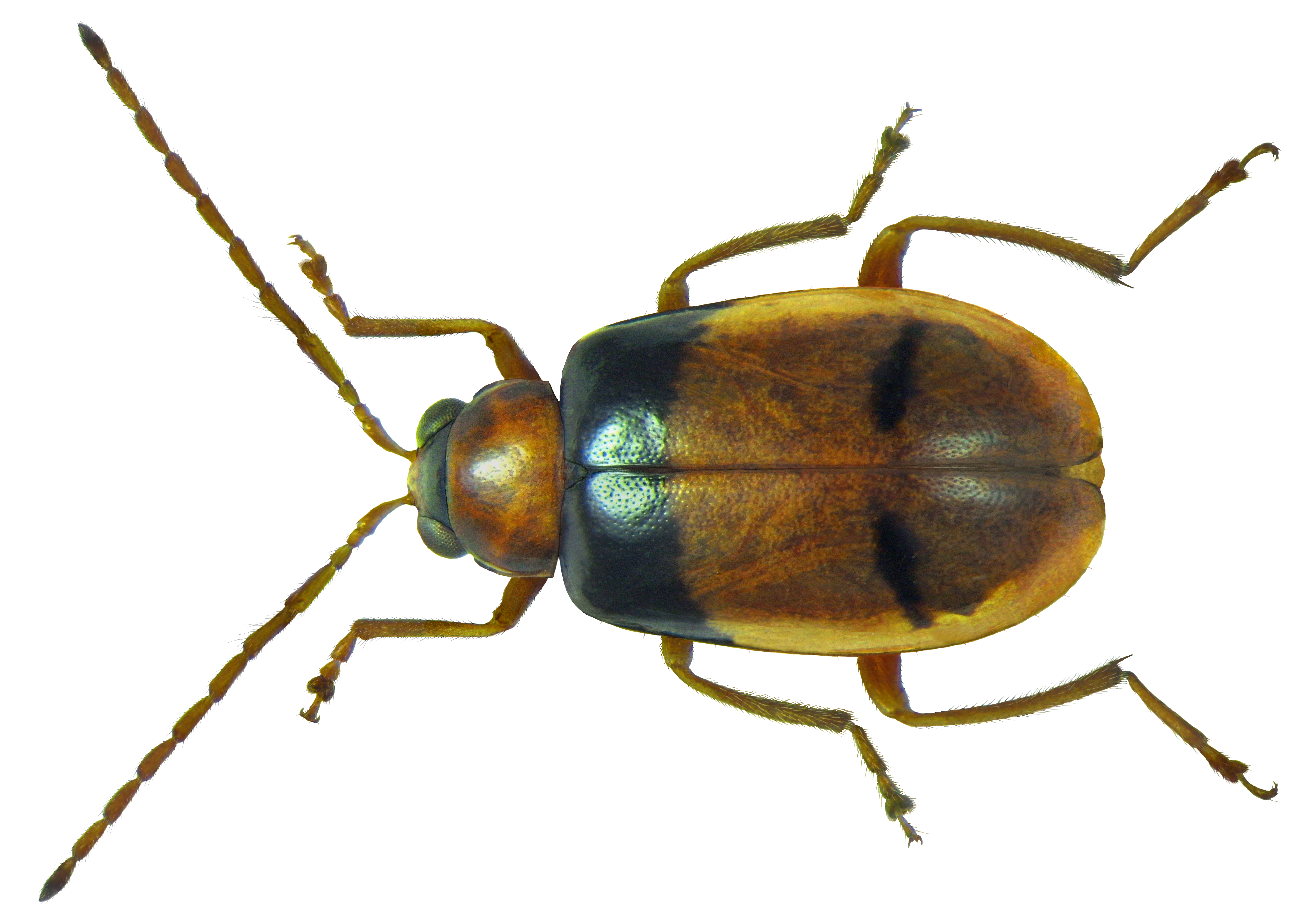